# Lubuklinggau

Lubuklinggau – miasto w Indonezji na wyspie Sumatra w prowincji Sumatra Południowa.
Leży u podnóża gór Barisan; powierzchnia 368 km²; 240 tys. mieszkańców (2022). 
Ośrodek regionu rolniczego; połączenie kolejowe z Palembang.